# 宽脊新萨托菌
宽脊新萨托菌（学名：Neosartorya stramenia）是属于散囊菌目发菌科新萨托菌属的一种真菌，可生长在土壤等基物上。该种分布于中国、美国等地。
宽脊新萨托菌是麟片曲霉（Aspergillus paleaceus）的有性型。